# Piratuba
Piratuba é um município brasileiro do estado de Santa Catarina. Pertencente à região geográfica intermediária de Chapecó e à região geográfica imediata de Concórdia, localiza-se a oeste da capital do estado, distando desta cerca de 428 km. Ocupa uma área de 145,976 km² e a sua população estimada pelo Instituto Brasileiro de Geografia e Estatística (IBGE) para o ano de 2017 era de 4 102 habitantes, o que lhe faz o 209º município mais populoso do estado de Santa Catarina.
O espaço onde hoje se localiza o município começou a ser povoado em 1910 por trabalhadores da empresa norte-americana Brazil Railway Company, que construíam a Estrada de Ferro São Paulo-Rio Grande. Com a conclusão do trecho ferroviário, povoados de origens italiana e alemã migraram-se para tal localidade, que foi elevada à categoria de distrito em 1923, enquanto anexada ao município de Campos Novos. Sua emancipação foi assinada em 30 de novembro de 1948 e entrou em vigor no dia 18 de fevereiro de 1949, data em que é comemorado o aniversário do município.
A história do município foi alterada no ano de 1964, quando pesquisadores da Petrobrás descobriram um lençol de águas sulfurosas com profundidade de 674 metros e temperatura aproximada de 38,6 ºC. Neste espaço, foi construído um parque termal de propriedade da sociedade mista Companhia Hidromineral de Piratuba, que impulsionou o turismo e tornou Piratuba uma das principais cidades turísticas da Região Metropolitana do Contestado. Apesar de possuir pouco mais de 4 mil habitantes, a cidade chega a receber 450 mil turistas por ano.

## História
A história de Piratuba teve início com a construção da Estrada de Ferro São Paulo-Rio Grande, que tinha como objetivo ligar a Região Sul do Brasil às regiões centrais do país. No ano de 1910, a empresa norte-americana Brazil Railway Company instalou os primeiros acampamentos para que seus funcionários pudessem permanecer no local para o andamento da obra. O local se situava à margem esquerda do Rio do Peixe, o qual atualmente encontra-se poluído e degradado. Após três anos de obras na estrada de ferro, o trecho ferroviário foi concluído em 1913. A partir deste período, famílias de origem alemã e italiana, oriundas do Vale dos Sinos e de Montenegro, conhecidas em tal época como a Colônia Velha Gaúcha, migraram-se para tal localidade. O núcleo de moradores que se concentraram deram o nome da localidade de Vila Rio do Peixe, a qual tinha seu território pertencente ao município de Campos Novos e assim permaneceu até o ano de 1948.
Este vilarejo foi elevado à categoria de distrito em 1923, sendo que permaneceu anexado ao município de Campos Novos com o nome de Vila Rio do Peixe até o ano de 1943, quando passou-se a chamar Piratuba, ainda na categoria de distrito. "Piratuba" é um vocábulo tupi que significa "ajuntamento de peixes", através da junção dos termos pirá ("peixe") e tyba ("ajuntamento"). O reconhecimento como município ocorreu no dia 30 de novembro de 1948, com a desmembração do município e a criação de três distritos: Piratuba, Esteves Junior e Uruguai. A instalação ocorreu em 18 de fevereiro de 1949, data na qual é comemorada a emancipação do município em feriado municipal.
Em 14 de junho de 1963, o distrito de Esteves Junior foi desmembrado de Piratuba, dando início ao município de Peritiba. Em seus primeiros anos como município emancipado, a economia de Piratuba era baseada no transporte ferroviário de cargas, na exploração da madeira e na indústria frigorífica. Estando em uma aparente estagnação no desenvolvimento, o município sofreu uma mudança drástica no ano de 1964, quando pesquisadores da Petrobras chegaram até a cidade em busca de novos poços de petróleo. Uma perfuração de 2 271,30 metros em um poço do município fez com que fosse descoberto um lençol de águas sulfurosas em uma profundidade de 674 metros e com temperatura aproximada de 38,6 °C. No espaço em que foi feita esta perfuração, iniciou-se o trabalho da construção de um complexto termal pela Companhia Hidromineral de Piratuba, empresa criada em março de 1975 no formato de Sociedade de Economia Mista com autorização do Governo de Santa Catarina.
Os anos seguintes foram baseados na construção do Parque Termal do município, que apoiado por uma rede hoteleira fez com que o turismo fosse não somente o principal atrativo da cidade, mas também que esta fosse incluída entre as mais visitadas de toda a Região Metropolitana do Contestado. Ao final da década de 1990, houve a construção do complexo energético da Usina Hidrelétrica Machadinho, inaugurada em fevereiro de 2002 e localizada entre os municípios de Piratuba e Maximiliano de Almeida, no Rio Grande do Sul. A crescente elevação do turismo fez com que o município, que possui pouco mais de quatro mil habitantes, investisse em uma rede hoteleira, que atualmente conta com dezesseis hotéis. Em 2010, foi inaugurada a Casa da Memória de Piratuba, acervo no qual são disponibilizados materiais e registros históricos desde a década de 1940 com informações sobre o município.

## Geografia e biologia
Piratuba está localizada no oeste do estado de Santa Catarina, estando distante a 428 quilômetros da capital estadual Florianópolis, e a 1 703 quilômetros da capital federal Brasília. Situa-se a 27º25'11" de latitude sul e a 51º46'19" de longitude oeste. Com uma área de 145.976 km², limita-se com os municípios de Ipira a norte, Capinzal a leste, Maximiliano de Almeida, Marcelino Ramos e Machadinho a sul, e Alto Bela Vista a oeste.
De acordo com a divisão do Instituto Brasileiro de Geografia e Estatística vigente desde 2017, o município pertence às Regiões Geográficas Intermediária de Chapecó e Imediata de Concórdia. Até então, com a vigência das divisões em microrregiões e mesorregiões, o município fazia parte da microrregião de Concórdia, que por sua vez estava incluída na mesorregião do Oeste Catarinense.
Piratuba é constituída por dois distritos, sendo Piratuba e Uruguai, este último localizado no interior do município. A altitude média do município é de 430 metros.
Situada às margens do Rio do Peixe, no meio-oeste catarinense, seu relevo é predominantemente montanhoso e acidentado.
Em relação à sua fauna, no município de Piratuba há o registro de 18 espécies de mamíferos, oito espécies de anfíbios, nove espécies de répteis, 32 espécies de peixes e 59 espécies de aves. Em relação à flora há no município o registro de 18 espécies de orquídeas e bromélias.

### Clima
De acordo com a Classificação climática de Köppen-Geiger, o clima é caracterizado como subtropical úmido, com as quatro estações distinguindo-se claramente e tendo temperatura média anual de 19 °C. O mês mais quente, janeiro, tem temperatura média de 23.6 °C, sendo a média máxima de 29.3 °C e a mínima de 18 °C. Os meses mais frios, junho e julho, possuem a média de 14.5 °C, e respectivamente, as médias máximas 20.1 °C e 20.3 °C, e as médias mínimas 9 °C e 8.7 °C.  A precipitação média anual é de 1697, sendo julho o mês mais seco, quando ocorrem 109. Em setembro, o mês mais chuvoso, a média fica em 197. Não há registros de precipitação de neve no município.
| Dados climatológicos para Piratuba | Dados climatológicos para Piratuba | Dados climatológicos para Piratuba | Dados climatológicos para Piratuba | Dados climatológicos para Piratuba | Dados climatológicos para Piratuba | Dados climatológicos para Piratuba | Dados climatológicos para Piratuba | Dados climatológicos para Piratuba | Dados climatológicos para Piratuba | Dados climatológicos para Piratuba | Dados climatológicos para Piratuba | Dados climatológicos para Piratuba | Dados climatológicos para Piratuba |
| Mês                                | Jan                                | Fev                                | Mar                                | Abr                                | Mai                                | Jun                                | Jul                                | Ago                                | Set                                | Out                                | Nov                                | Dez                                | Ano                                |
| ---------------------------------- | ---------------------------------- | ---------------------------------- | ---------------------------------- | ---------------------------------- | ---------------------------------- | ---------------------------------- | ---------------------------------- | ---------------------------------- | ---------------------------------- | ---------------------------------- | ---------------------------------- | ---------------------------------- | ---------------------------------- |
| Temperatura máxima média (°C)      | 29,3                               | 28,6                               | 26,9                               | 23,6                               | 21,3                               | 20,1                               | 20,3                               | 22                                 | 23,7                               | 25,5                               | 27,6                               | 27,7                               | 24,7                               |
| Temperatura mínima média (°C)      | 18                                 | 17,5                               | 15,8                               | 12,7                               | 10,1                               | 9                                  | 8,7                                | 10                                 | 12,1                               | 14                                 | 15,6                               | 16,2                               | 13,3                               |
| Precipitação (mm)                  | 176                                | 139                                | 123                                | 126                                | 119                                | 135                                | 109                                | 133                                | 197                                | 181                                | 122                                | 137                                | 1 697                              |
| Fonte: Climate Data                |                                    |                                    |                                    |                                    |                                    |                                    |                                    |                                    |                                    |                                    |                                    |                                    |                                    |

## Demografia
Em 2010, a população do município foi contada pelo Instituto Brasileiro de Geografia e Estatística (IBGE) em 4 786 habitantes, sendo que 2 373 habitantes eram do sexo masculino, correspondendo a 49.58%, enquanto 2 413 habitantes eram do sexo feminino, totalizando a 50.42% da população. Ainda segundo o censo brasileiro daquele ano, 2 855 pessoas viviam na zona urbana (59.65%), e 1 931 em zona rural (40.35%). De acordo com a estimativa para o ano de 2017, a população reduziu-se a 4 102 habitantes, correspondendo a 0,06% da população do estado de Santa Catarina, fazendo deste o 209º município mais populoso entre os 295 do estado. Esta queda de população fez com que Piratuba fosse o município com a maior queda de população no ano de 2017 em todo o estado de Santa Catarina, totalizando uma diminuição de 2,54% no número de habitantes.
Conforme a pesquisa de autodeclaração do censo do IBGE de 2010, a população piratubense era composta por 4 085 brancos (85,35%), 59 negros (1,23%), 32 amarelos (0,66%), 605 pardos (12,64%) e cinco indígenas (0,1%). Considerando-se a região de nascimento, 43 eram nascidos no Sudeste (0,23%), 18 193 no Sul (99,15%) e 41 no Centro-Oeste (0,22%); 4 111 habitantes eram naturais de estado de Santa Catarina (85,89%) e, desse total, 2 769 (57,85%) eram naturais de Piratuba.
O Índice de Desenvolvimento Humano Municipal (IDH-M) de Piratuba, de 0,758, é considerado alto pelo Programa das Nações Unidas para o Desenvolvimento (PNUD), sendo o 400º maior do Brasil e o 76º maior do estado. Considerando-se apenas o índice de educação o valor é de 0,714, o valor do índice de longevidade é de 0,829 e o de renda é de 0,736. O coeficiente de Gini, que mede a desigualdade social, era de 0,43, sendo que 1,00 é o pior número e 0,00 é o melhor. A expectativa de vida era de 74,72 anos, superior às expectativas de vida de Santa Catarina e do Brasil. A taxa de mortalidade infantil era de 14,0 (16,4 até os cinco anos de idade) e a taxa de fecundidade era de 1,7.
Em relação à pirâmide etária referente ao ano 2010, 3 335 (69,68%) pessoas tinham entre 15 a 64 anos da idade, 934 (19,52%) menos de 15 anos e 517 (10,80%) mais de 65 anos. Doze pessoas tinham mais de noventa anos; porém nenhuma destas estava acima dos cem anos, idade que se considera centenário.
A cidade possui os mais diversos credos protestantes ou reformados. De acordo com dados do censo de 2010 realizado pelo IBGE, a população de Piratuba está composta por 3 680 católicos (76,89%), 944 evangélicos (16,72%), 86 pessoas sem religião (1,79%), 33 Testemunhas de Jeová (0,68%), 29 espíritas (0,6%) e 0,31% estão divididas entre outras religiões. Os grupos de evangélicos em maior número são os luteranos (com 602 pessoas, ou 12,57%) e os pentecostais (com 289 pessoas, ou 6,03%).

## Política e administração

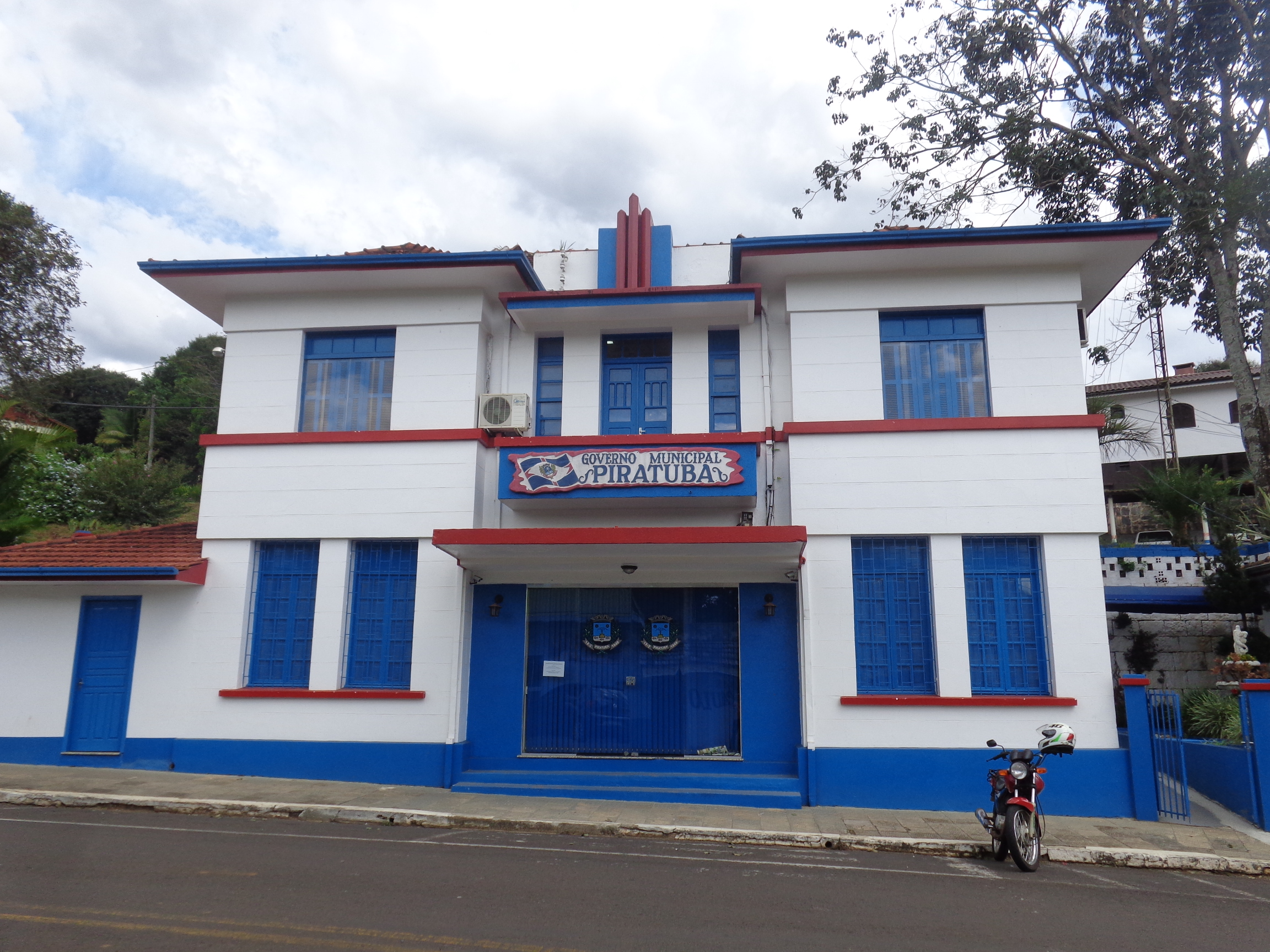
A prefeitura de Piratuba.

O Poder Executivo do município é representado pelo prefeito, auxiliado por sete secretários municipais. Atualmente, o prefeito é Olmir Paulinho Benjamini, do Partido Social Democrático (PSD), e o vice-prefeito é Evando Antonio de Azeredo, do Partido da Social Democracia Brasileira (PSDB). Benjamini e Azeredo foram eleitos na eleição municipal de 2016 com 2 250 votos (50,74% dos votos válidos), superando o candidato da oposição Mauri Lenhardt, do Partido do Movimento Democrático Brasileiro (PMDB), que recebeu 2 184 votos (40,26% dos votos válidos).
O Poder Legislativo é representado pela Câmara Municipal de Vereadores, formada por nove vereadores eleitos para mandatos de quatro anos. Cabe à casa elaborar e votar leis fundamentais à administração e ao Executivo, além de fiscalizá-lo. Como resultado da eleição de 2016, a Câmara Municipal ficou composta por sete homens e duas mulheres, sendo quatro vereadores do Partido do Movimento Democrático Brasileiro (PMDB), dois do Partido da Social Democracia Brasileira (PSDB), um do Partido dos Trabalhadores (PT), um do Partido Social Democrático (PSD), e um do Partido Socialista Brasileiro (PSB).
O Poder Judiciário é representado pela Casa da Cidadania de Piratuba, pertencente à Comarca de Capinzal e englobando também aos municípios de Ipira e Peritiba. A casa foi inaugurada em 15 de novembro de 2001, porém recebeu uma reforma e foi reinaugurada em 6 de fevereiro de 2009. A cidade também se rege por uma lei orgânica, que foi promulgada em 5 de abril de 1990 e entrou em vigor na mesma data.
De acordo com o Tribunal Superior Eleitoral (TSE), Piratuba possuía, em dezembro de 2017, 4 773 eleitores, sendo 2 393 do sexo masculino e 2 380 do sexo feminino. Destes, 1 476 (30,92%) eram filiados a algum partido político: 799 ao PMDB, 159 ao PT, 144 ao PSDB, 77 ao Partido Progressista (PP), 75 ao PSD, 58 ao Democratas (DEM), e outros 164 distribuídos em sete outros partidos. No segundo turno das eleições gerais de 2014, em Piratuba, Aécio Neves (PSDB) obteve 2 119 votos (59,12%) na eleição presidencial, enquanto Raimundo Colombo (PSD) conseguiu 1 672 votos (51,64%) no primeiro turno na disputa pelo governo estadual. No primeiro turno, nas eleições para o legislativo, Dário Berger (PMDB) venceu na cidade com 1 549 votos (52,53%), Valdir Colatto (PMDB) foi o candidato mais votado a deputado federal (772 votos, ou 25,53%), e Romildo Titon (PMDB) a deputado estadual (1 006 votos, ou 30,63%).

## Economia
O Produto Interno Bruto (PIB) nominal a preços correntes de Piratuba, de acordo com dados do IBGE referentes ao ano de 2014, era de R$ 513.355, enquanto o PIB per capita era, no período compreendido do ano de 2015, de R$ 116 371,03, o que fazia com que o município fosse o 2223º maior do Brasil e o 81º maior de Santa Catarina. Segundo o Atlas do Desenvolvimento Humano, 74,5% da população acima de dezoito anos de idade era economicamente ativa ocupada, enquanto 23,8% era economicamente ativa desocupada e a taxa de desocupação se mantinha em cerca de 1,8%. Em 2010, compreendendo os indivíduos ocupados na faixa etária de dezoito anos ou superior na cidade, 30,29% trabalhavam no setor agropecuário, 0,09% na indústria extrativa, 8,38% na indústria de transformação, 5,35% no setor de construção, 1,04% nos setores de utilidade pública, 13,89% no comércio e 38,56% no setor de serviços, o qual engloba principalmente o turismo.
Segundo dados do Ministério da Fazenda do ano de 2014, a receita tributária total era de R$ 2 824 350,33, resultando em uma receita tributária per capita de R$ 638,42 por habitante, valor aproximadamente cento e oitenta reais superior à média nacional. Suas principais fontes de arrecadação eram o Imposto sobre Circulação de Mercadorias e Serviços (R$ 13.6 milhões), o Imposto sobre a propriedade predial e territorial urbana (R$ 371 mil), o Imposto sobre serviços de qualquer natureza (R$ 1.8 milhões), e o Imposto sobre a propriedade de veículos automotores (R$ 588 mil).
Segundo dados do SEBRAE, entre os anos de 2004 e 2008 houve um acréscimo de 35,8% no número de empresas do município, enquanto houve um decréscimo de 53,7% no número de empregos, com uma redução de 1 334 oportunidades de trabalho. O setor primário e o setor secundário representam uma parcela pequena na economia do município, sendo que ambos somados produzem o montante de 17,4% dos empregos da cidade. Os outros 82,6% se dividem entre o comércio e o serviço, que são impulsionados pelo turismo na região.

## Turismo

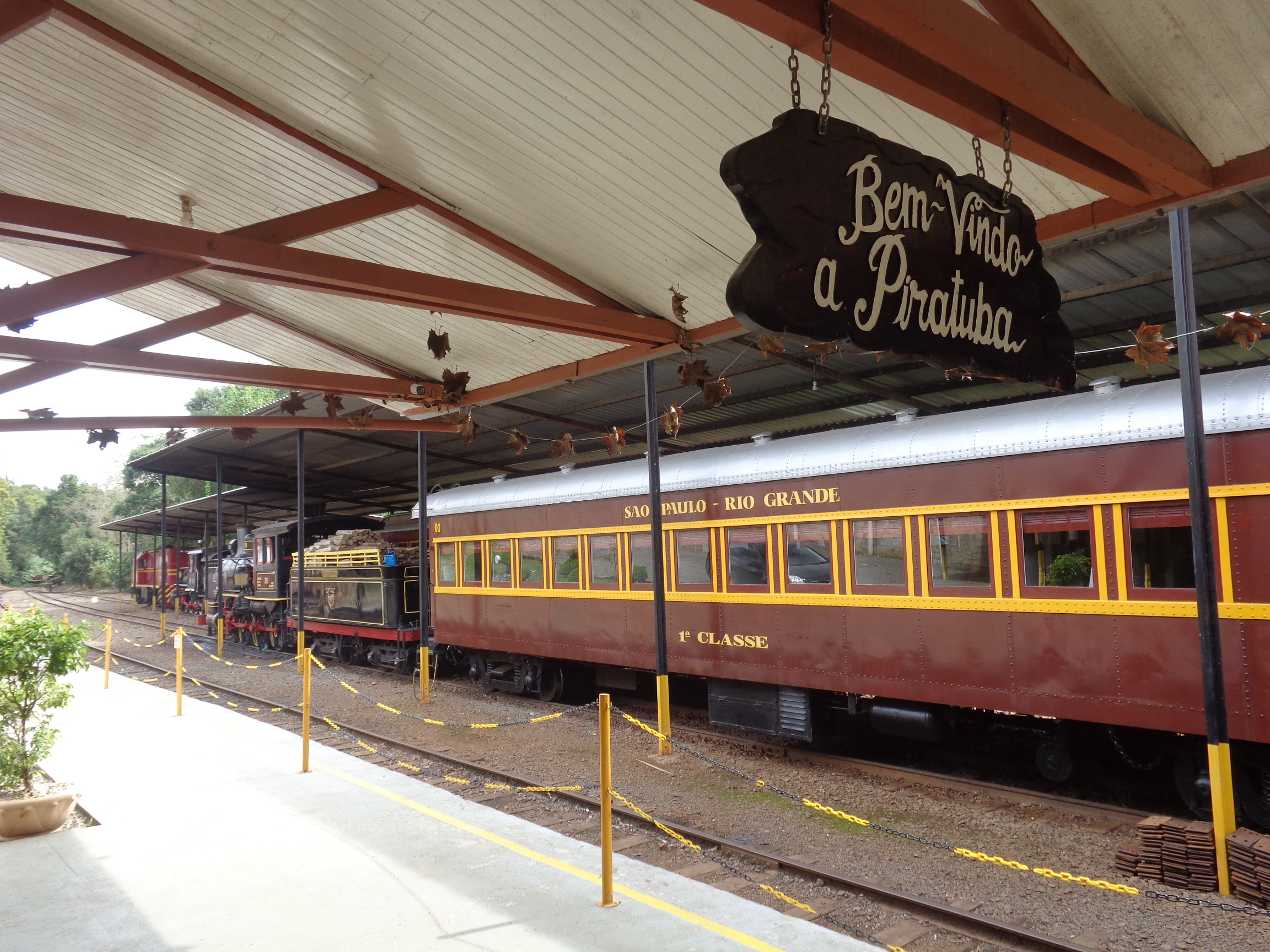
Estação Ferroviária de Piratuba, uma das atrações turísticas do município.

O turismo em Piratuba é impulsionado principalmente pelo Parque Termal de Piratuba, de propriedade da Companhia Hidromineral de Piratuba. O Parque disponibiliza de dois ambientes, com grande variedade de piscinas e tobogãs. A água termal a aproximadamente 38 °C é um dos principais atrativos do local, que é recomendado por médicos pelas propriedades terapêuticas na recuperação de artrite, reumatismo e artrose. Também há a possibilidade do camping dentro do espaço, que é utilizado para a realização dos eventos municipais como a Abertura da Temporada de Verão e o Réveillon.
A Estação Ferroviária de Piratuba apresenta características dos primórdios da colonização da cidade, como instrumentos utilizados no passado, bem como duas locomotivas a vapor que são utilizadas nos sábados para passeios até a cidade gaúcha de Marcelino Ramos, utilizando-se de um trecho da Estrada de Ferro São Paulo-Rio Grande. A Associação Brasileira de Preservação Ferroviária (ABPF) foi a responsável pela organização de tal linha, com a finalidade da manutenção da história e das linhas ferroviárias da região.
Outra atração do turismo do município é o Parque Três Pinheiros, localizado a 8 km do centro da cidade e que apresenta um zoológico com cerca de 120 espécies de animais exóticos, bem como degustação de cachaças e produtos típicos da região. Outro ambiente que expõe a cultura tradicional, principalmente da etniã alemã é a Casa Colonial, onde localiza-se o letreiro da cidade.
A prefeitura, como uma alternativa de impulsionar o acesso à estes e demais pontos turísticos do município, criou passeios em ônibus abertos conhecidos como "jardineiras". Um passeio especial, com duração de duas horas e que envolve tanto a zona urbana quanto a zona rural, é conhecido como Rota do Engenho. A rede hoteleira do município possui mais de dois mil leitos, os quais estão distribuídos em dezesseis hotéis, que recebem a maior movimentação no período do verão.

## Infraestrutura
No ano de 2010, a cidade tinha 1 726 domicílios particulares permanentes. Desse total, 1 564 residiam em uma casa, enquanto 162 moravam em apartamentos. Do total de domicílios, 1 199 são imóveis próprios (1 087 já quitados e 112 em aquisição), 377 foram alugados e 150 foram cedidos (38 cedidos por empregador e 112 cedidos de outra forma). 1 180 domicílios eram atendidos pela rede geral de abastecimento de água (68,36%), enquanto 544 (31,51%) tinham como fonte de abastecimento de água um poço ou nascente. 1 690 (97,91%) possuíam banheiros para uso exclusivo das residências; 1 264 (73,23% deles) eram atendidos por algum tipo de serviço de coleta de lixo; e 1 722 (99,76%) possuíam abastecimento de energia elétrica.
O serviço de abastecimento de energia elétrica é feito pela Centrais Elétricas de Santa Catarina (CELESC). O serviço de coleta do lixo é feito pela empresa Líder, de Capinzal, sendo que é realizada coleta seletiva de lixo. Em 2010, 67,6% dos domicílios possuíam saneamento semi-adequado, 28,4% inadequado e 4% adequado.
A frota municipal no ano de 2016 era de 3 698 veículos, sendo 2 181 automóveis, 124 caminhões, 8 caminhões-trator, 335 caminhonetes, 69 camionetas, 11 micro-ônibus, 570 motocicletas, 255 motonetas, 34 ônibus, 39 utilitários e 72 classificados como outros tipos de veículos. A cidade conta com uma estação rodoviária, o Terminal Rodoviário de Piratuba, que é atendido pela empresa de ônibus Reunidas. Em seu território, passa a rodovia SC-390.

### Educação
O município contava, em 2015, com 968 matrículas nas instituições de ensino da cidade: 126 na pré-escola, 662 no fundamental, 180 no médio e nenhuma no superior. Trabalhavam 85 docentes: 22 na pré-escola, 54 no fundamental e 9 no médio.
Das cinco escolas de ensino fundamental e médio da cidade, três delas são municipais e duas estaduais. As três escolas municipais se localizam na zona rural, enquanto as duas municipais estão nos bairros Centro e dos Estudantes. Ainda há duas escolas de educação infantil de controle municipal. Piratuba não possui nenhuma instituição de ensino superior; entretanto, o município fornece transporte gratuito para os que estudam nas cidades próximas de Capinzal, Joaçaba e Concórdia.
No Índice de Desenvolvimento da Educação Básica (IDEB) de 2015, a nota obtida pelos alunos do 1º ao 5º ano foi de 7,3 e o de 6º ao 9º ano foi de 6,4. A cidade foi alvo de uma matéria no programa Jornal Nacional, da Rede Globo, que mostrou tanto a cidade de Piratuba quanto a de Itanhaém, do estado de São Paulo, como referências da educação básica no país. A média dos anos iniciais do ensino fundamental foi a quarta maior do estado de Santa Catarina, enquanto a dos anos finais foi a maior entre todos os municípios catarinenses.

### Saúde
Segundo dados de 2009, Piratuba possuía quatro estabelecimentos de saúde, entre postos de saúde e serviços odontológicos, sendo dois deles pertencentes à rede municipal e os outros dois privados. Do total de estabelecimentos, três eram integrantes do Sistema Único de Saúde (SUS), porém não havia nenhum leito para internação nestes estabelecimentos.
Piratuba não possui hospital localizado no município, porém faz parte de um convênio com a cidade vizinha de Ipira para a manutenção do hospital da Associação Beneficente Piratuba/Ipira, que tem a sede em Ipira. Segundo dados de agosto de 2017, o município conta com cinco médicos em exercício na Unidade Básica de Saúde.

### Comunicação
O código de área (DDD) de Piratuba é 049 e o Código de Endereçamento Postal (CEP) é 89667-000. Piratuba sedia uma emissora de rádio, chamada Rádio Piratuba FM 104.9, uma rádio comunitária que faz parte da Associação Catarinense de Rádios Comunitárias (ACRACOM). Também há dois jornais em circulação na cidade, ambos afiliados da Associação dos Jornais do Interior de Santa Catarina (ADJORI-SC). Concebido em março de 1999, o Jornal Comunidade é o mais antigo e tem sua circulação semanal na quarta-feira; já o Jornal Cidades foi criado em 2012 e tem sua circulação na sexta-feira. Ambos os jornais também têm a tiragem de 1 500 exemplares e circulação nas cidades vizinhas de Peritiba, Ipira e Alto Bela Vista.

## Esporte, cultura e lazer

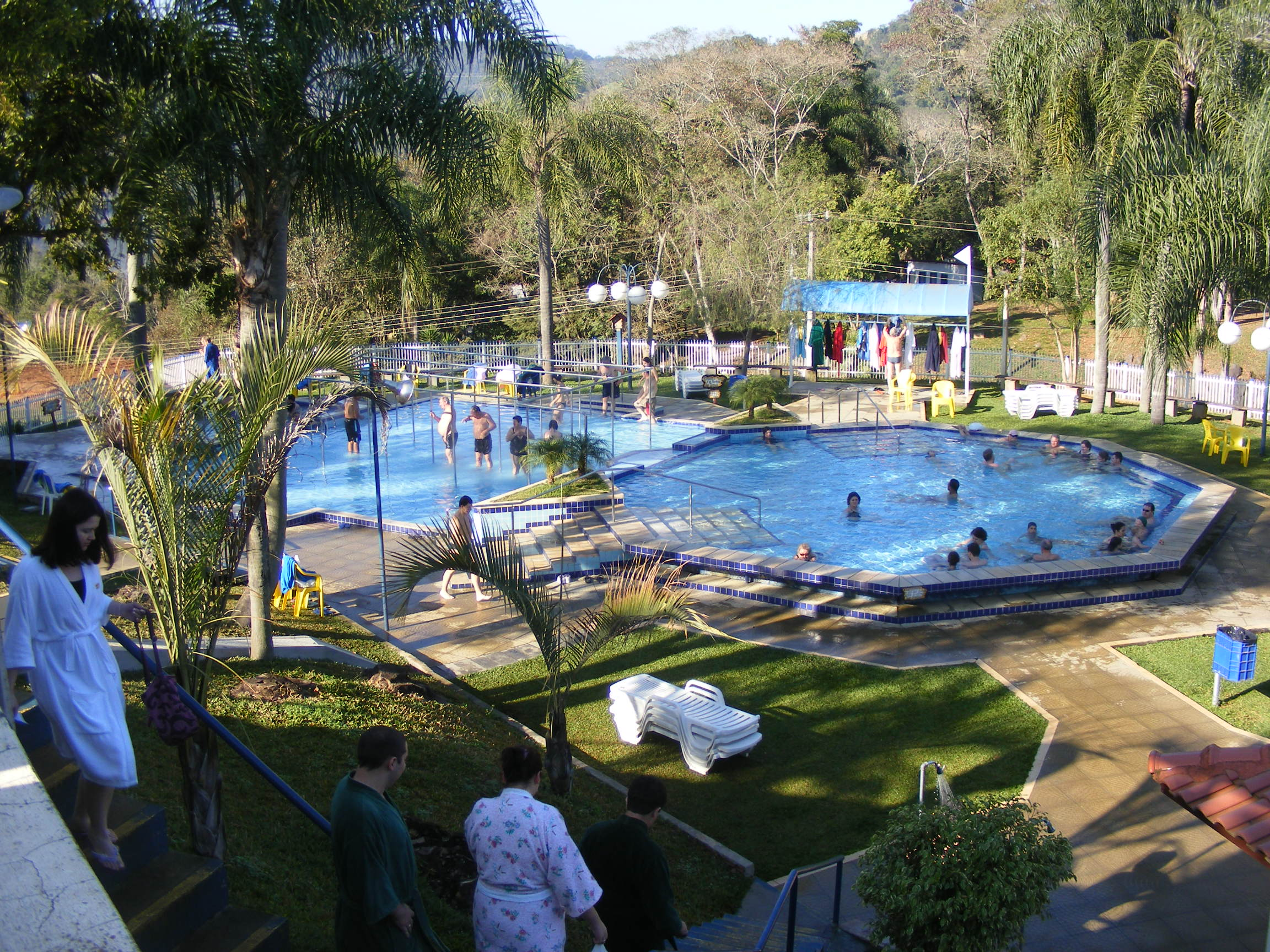
Piscina localizada nas Termas de Piratuba.

A Fundação de Cultura e Eventos é o órgão do Poder Executivo responsável pela área cultural e organização de eventos na cidade de Piratuba, cabendo a esta o planejamento de atividades de cunho cultural. No âmbito esportivo, a responsabilidade é da Secretaria Municipal de Educação e Esporte, onde um de seus encargos é a responsabilidade pela elaboração de projetos referentes ao esporte. Entre os campeonatos municipais organizados pela secretaria, estão o campeonato municipal de futebol de campo e o campeonato municipal de bolão. Além disto, esporadicamente são realizadas corridas de rua e passeios ciclísticos. No âmbito esportivo profissional, a Associação Piratuba de Futsal representou a cidade no ano de 2017 no Campeonato Catarinense de Futsal.
Por ser uma cidade turística, vários eventos são realizados ao decorrer do ano. Entre estes, destacam-se o Kerbfest, evento da cultura alemã realizado tradicionalmente em janeiro; a festa do aniversário de emancipação da cidade, com programação atrativa em todo o mês de fevereiro; em março, ocorre o Festival da Canção de Piratuba (FECAPI) com artistas locais e convidados; a Festa do Agricultor, em julho, que é organizada pelos moradores da zona rural do município; e em dezembro, os três maiores eventos culturais da cidade: no início do mês, a Abertura da Temporada de Verão de Piratuba, a qual recebe um público de aproximadamente 10 mil pessoas e apresenta atrações musicais nacionais e de renome; na véspera de Natal ocorre a encenação do nascimento de Jesus Cristo; e no Réveillon há uma queima de fogos, que segundo a Polícia Militar reuniu 30 mil pessoas em 2011, número quase oito vezes superior ao de habitantes do município.
Entre outros eventos culturais promovidos pela Fundação de Cultura e Eventos, encontram-se o Encontro de Veículos Antigos, a Noite no Hawaii, a Festa Cabocla, o Festival de Dança da Terceira Idade, a Corrida de Garçons e a Noite Alemã. Aos domingos e feriados, em horário aproximado das onze horas da manhã, é feita uma demonstração do jato d'água na Estância Hidromineral de Piratuba, que atinge uma altura de 30m, com pressão natural, e pode ser observado em toda a cidade.
Além dos oito feriados nacionais, há três feriados municipais: o dia de aniversário da emancipação do município, celebrado em 18 de fevereiro; a Sexta-Feira Santa, que não possui data fixa; e o Corpus Christi, sem data fixa. De acordo com a lei federal nº 9.093, aprovada em 12 de setembro de 1995, os municípios podem ter no máximo quatro feriados municipais com âmbito religioso, já incluída a Sexta-Feira Santa.